# Campeonato Argentino de Futebol de 2021 – Quarta Divisão (Primera C)
A Primera C do Campeonato Argentino de 2021, também conhecido como Primera C de 2021 e oficialmente como Campeonato de Primera División C de 2021, foi a octagésima nona edição de Primera División C, certame equivalente à quarta divisão do futebol argentino para clubes diretamente afiliados à Associação do Futebol Argentino (AFA). A organização do campeonato esteve a cargo da AFA e contou com a participação de 19 clubes. A temporada que começou em 6 de março e terminou em 18 de dezembro, outorgou dois acessos para a Primera B (terceira divisão) de 2022 e não rebaixou nenhum clube para a Primera D (quinta divisão) de 2022.
Entre as novidades da edição temos o retorno do Claypole, campeão da Primera D de 2020, que fez sua última participação na temporada de 1997–98, e a estreia do Atlas, vencedor do "mata-mata" da Primera D de 2020.
O campeão da edição foi o Dock Sud, da cidade de mesmo nome na província de Buenos Aires, que levantou seu primeiro título do torneio, o segundo da quarta divisão, e foi promovido à Primera B de 2022. O outro clube promovido foi o Ituzaingó, de Ituzaingó na província de Buenos Aires, vencedor do "mata-mata" pelo segundo acesso.

## Regulamento
| Acessos |
| --- |
| Os participantes jogaram entre si em dois turnos (jogos de ida e volta; turno e returno) no sistema de todos contra todos (sistema de pontos corridos). Os dois turnos foram minitorneios independentes, denominados Torneo Apertura ("Torneio de Abertura") e Torneo Clausura ("Torneio de Encerramento"), que qualificaram os respectivos vencedores para uma final, em dois jogos, que consagrou o campeão da temporada, que foi promovido à Primera B. A segunda vaga para a terceira divisão foi definida por um pequeno torneio no sistema eliminatório (sistema de "mata-mata") denominado Torneo Reducido, que contou com a participação dos seis melhores colocados da classificação geral (Torneo Apertura mais Torneo Clausura), excluindo os classificados à final, e o perdedor desta final. |
| Rebaixamentos |
| Foram suspensas em todas as divisões para a temporada de 2021. |
| Classificação para a Copa Argentina de 2022 |
| As equipes que ocuparam os quatro primeiros lugares na classificação geral da temporada garantiram vaga na Copa da Argentina de 2022. |

## Torneo Apertura
| Pos. | Equipes             | P  | J  | V  | E  | D  | GP | GC | SG  |
| ---- | ------------------- | -- | -- | -- | -- | -- | -- | -- | --- |
| 1    | Dock Sud            | 38 | 18 | 11 | 5  | 2  | 22 | 10 | 12  |
| 2    | Central Córdoba (R) | 35 | 18 | 9  | 8  | 1  | 14 | 5  | 9   |
| 3    | Deportivo Laferrere | 30 | 18 | 7  | 9  | 2  | 29 | 20 | 9   |
| 4    | Argentino de Merlo  | 29 | 18 | 8  | 5  | 5  | 30 | 23 | 7   |
| 5    | Atlas               | 27 | 18 | 6  | 9  | 3  | 23 | 15 | 8   |
| 6    | Real Pilar          | 27 | 18 | 6  | 9  | 3  | 22 | 15 | 7   |
| 7    | Excursionistas      | 27 | 18 | 8  | 3  | 7  | 27 | 21 | 6   |
| 8    | Ituzaingó           | 27 | 18 | 7  | 6  | 5  | 20 | 19 | 1   |
| 9    | Luján               | 25 | 18 | 5  | 10 | 3  | 16 | 12 | 4   |
| 10   | Sportivo Italiano   | 25 | 18 | 5  | 10 | 3  | 26 | 24 | 2   |
| 11   | El Porvenir         | 21 | 18 | 6  | 3  | 9  | 15 | 20 | −5  |
| 12   | General Lamadrid    | 20 | 18 | 5  | 5  | 8  | 9  | 18 | −9  |
| 13   | San Martín (B)      | 19 | 18 | 4  | 7  | 7  | 21 | 26 | −5  |
| 14   | Ferrocarril Midland | 19 | 18 | 5  | 4  | 9  | 18 | 24 | −6  |
| 15   | Berazategui         | 18 | 18 | 4  | 6  | 8  | 20 | 23 | −3  |
| 16   | Claypole            | 17 | 18 | 2  | 11 | 5  | 11 | 17 | −6  |
| 17   | Victoriano Arenas   | 17 | 18 | 4  | 5  | 9  | 19 | 26 | −7  |
| 18   | Deportivo Español   | 16 | 18 | 4  | 4  | 10 | 11 | 19 | −8  |
| 19   | Leandro N. Alem     | 14 | 18 | 3  | 5  | 10 | 11 | 27 | −16 |

|                  | Vencedor. Classificado para a final pelo título de campeão |
| Fonte: Soccerway |                                                            |

## Torneo Clausura
| Pos. | Equipes             | P  | J  | V  | E | D  | GP | GC | SG  |
| ---- | ------------------- | -- | -- | -- | - | -- | -- | -- | --- |
| 1    | Berazategui         | 37 | 18 | 11 | 4 | 3  | 31 | 19 | 12  |
| 2    | Ituzaingó           | 37 | 18 | 10 | 7 | 1  | 23 | 12 | 11  |
| 3    | Deportivo Español   | 33 | 18 | 9  | 6 | 3  | 21 | 12 | 9   |
| 4    | Sportivo Italiano   | 29 | 18 | 7  | 8 | 3  | 21 | 11 | 10  |
| 5    | Deportivo Laferrere | 28 | 18 | 8  | 4 | 6  | 21 | 21 | 0   |
| 6    | Excursionistas      | 27 | 18 | 7  | 6 | 5  | 25 | 23 | 2   |
| 7    | Claypole            | 26 | 18 | 7  | 5 | 6  | 19 | 18 | 1   |
| 8    | Central Córdoba (R) | 26 | 18 | 6  | 8 | 4  | 15 | 14 | 1   |
| 9    | Argentino de Merlo  | 25 | 18 | 6  | 7 | 5  | 32 | 26 | 6   |
| 10   | Dock Sud            | 25 | 18 | 7  | 4 | 7  | 19 | 21 | −2  |
| 11   | Real Pilar          | 23 | 18 | 5  | 8 | 5  | 16 | 10 | 6   |
| 12   | General Lamadrid    | 22 | 18 | 5  | 7 | 6  | 21 | 23 | −2  |
| 13   | San Martín (B)      | 21 | 18 | 5  | 6 | 7  | 17 | 23 | −6  |
| 14   | Atlas               | 20 | 18 | 4  | 8 | 6  | 20 | 26 | −6  |
| 15   | Luján               | 19 | 18 | 4  | 7 | 7  | 18 | 20 | −2  |
| 16   | Victoriano Arenas   | 18 | 18 | 4  | 6 | 8  | 26 | 30 | −4  |
| 17   | Ferrocarril Midland | 17 | 18 | 4  | 5 | 9  | 16 | 22 | −6  |
| 18   | Leandro N. Alem     | 16 | 18 | 3  | 7 | 8  | 9  | 21 | −12 |
| 19   | El Porvenir         | 6  | 18 | 1  | 3 | 14 | 10 | 28 | −18 |

|                  | Vencedor. Classificado para a final pelo título de campeão |
| Fonte: Soccerway |                                                            |

## Final pelo título
| Chave | Equipe 1     | Agregado | Equipe 2  | Jogo 1 | Jogo 2 | Fonte    |
| ----- | ------------ | -------- | --------- | ------ | ------ | -------- |
| —     | Berazategui0 | 0 — 2    | 0Dock Sud | 0 — 0  | 0 — 2  | TyC, TyC |

## Classificação geral
| Pos. | Equipes             | P  | J  | V  | E  | D  | GP | GC | SG  |
| ---- | ------------------- | -- | -- | -- | -- | -- | -- | -- | --- |
| 1    | Ituzaingó           | 64 | 36 | 17 | 13 | 6  | 43 | 31 | 12  |
| 2    | Dock Sud            | 63 | 36 | 18 | 9  | 9  | 41 | 31 | 10  |
| 3    | Central Córdoba (R) | 61 | 36 | 15 | 16 | 5  | 29 | 19 | 10  |
| 4    | Deportivo Laferrere | 58 | 36 | 15 | 13 | 8  | 50 | 41 | 9   |
| 5    | Berazategui         | 55 | 36 | 15 | 10 | 11 | 51 | 42 | 9   |
| 6    | Argentino de Merlo  | 54 | 36 | 14 | 12 | 10 | 62 | 49 | 13  |
| 7    | Sportivo Italiano   | 54 | 36 | 12 | 18 | 6  | 47 | 35 | 12  |
| 8    | Excursionistas      | 54 | 36 | 15 | 9  | 12 | 52 | 44 | 8   |
| 9    | Real Pilar          | 50 | 36 | 11 | 17 | 8  | 38 | 25 | 13  |
| 10   | Deportivo Español   | 49 | 36 | 13 | 10 | 13 | 32 | 31 | 1   |
| 11   | Atlas               | 47 | 36 | 10 | 17 | 9  | 43 | 41 | 2   |
| 12   | Luján               | 44 | 36 | 9  | 17 | 10 | 34 | 32 | 2   |
| 13   | Claypole            | 43 | 36 | 9  | 16 | 11 | 30 | 35 | −5  |
| 14   | General Lamadrid    | 42 | 36 | 10 | 12 | 14 | 30 | 41 | −11 |
| 15   | San Martín (B)      | 40 | 36 | 9  | 13 | 14 | 38 | 49 | −11 |
| 16   | Ferrocarril Midland | 36 | 36 | 9  | 9  | 18 | 34 | 46 | −12 |
| 17   | Victoriano Arenas   | 35 | 36 | 8  | 11 | 17 | 45 | 56 | −11 |
| 18   | Leandro N. Alem     | 30 | 36 | 6  | 12 | 18 | 20 | 48 | −28 |
| 19   | El Porvenir         | 27 | 36 | 7  | 6  | 23 | 25 | 48 | −23 |

|  | Classificados para o "mata-mata" pelo segundo acesso e para a Copa da Argentina de 2022 |
|  | Campeão da temporada e classificado para a Copa da Argentina de 2022                    |
|  | Perdedor da final pelo título e classificado para o "mata-mata" pelo segundo acesso     |
|  | Classificados para o "mata-mata" pelo segundo acesso                                    |

## Torneo Reducido

### Quartas de final pelo segundo acesso
| Chave | Equipe 1             | Resultado        | Equipe 2            | Jogo 1 | Jogo 2 | Fonte      |
| ----- | -------------------- | ---------------- | ------------------- | ------ | ------ | ---------- |
| 1     | Ituzaingó0           | 1 — 0            | 0Excursionistas     | —      | —      | TyC Sports |
| 2     | Central Córdoba (R)0 | 0 — 2            | 0Sportivo Italiano  | —      | —      | TyC Sports |
| 3     | Deportivo Laferrere0 | 0 — 0 (1–2 pen.) | 0Argentino de Merlo | —      | —      | TyC Sports |

### Semifinal pelo segundo acesso
| Chave | Equipe 1            | Resultado | Equipe 2     | Jogo 1 | Jogo 2 | Fonte    |
| ----- | ------------------- | --------- | ------------ | ------ | ------ | -------- |
| 1     | Sportivo Italiano0  | 1 — 2     | 0Ituzaingó   | 0 — 0  | 1 — 2  | TyC, TyC |
| 2     | Argentino de Merlo0 | 1 — 0     | 0Berazategui | 1 — 0  | 0 — 0  | TyC, TyC |

### Final pelo segundo acesso
| Chave | Equipe 1            | Resultado        | Equipe 2   | Jogo 1 | Jogo 2 | Fonte    |
| ----- | ------------------- | ---------------- | ---------- | ------ | ------ | -------- |
| 1     | Argentino de Merlo0 | 2 — 2 (2–4 pen.) | 0Ituzaingó | 2 — 0  | 0 — 2  | TyC, TyC |

## Premiação
| Campeonato Argentino de Futebol de 2021 Primera División C de 2021 |
| Buenos Aires (província)                                           |
| ------------------------------------------------------------------ |
| Club Sportivo Dock Sud Campeão (1º título da Primera División C)   |